# Драфт юниоров КХЛ 2009
Драфт юниоров КХЛ 2009 — первый в истории КХЛ входной драфт юниоров прошёл 1 июня 2009 года в офисе Газпром экспорт в Москве. В драфте принимало участие 23 клуба. Клубы Витязь и Химик, принимавшие участие в сезоне 2008/2009, не участвовали в драфте, так как из-за финансовых проблем не был решён вопрос с продолжением участия команд в следующем сезоне лиги. Напротив, Автомобилист из Екатеринбурга, дебютировавший в КХЛ только в сезоне 2009-2010, получил возможность выбора.
В драфте принимали участие следующие категории хоккеистов в возрасте от 17 до 20 лет:
- выпускники российских хоккейных школ, не входящих в систему КХЛ;
- выпускники хоккейных школ клубов КХЛ, не включенные клубами в состав молодёжной команды, принимающей участие в соревнованиях Молодёжной хоккейной лиги;
- хоккеисты, выступающие в соревнованиях по хоккею на территории России и не имеющие контрактных отношений с клубами КХЛ;
- хоккеисты в возрасте от 17 до 21 года, выступающие в соревнованиях по хоккею за пределами России и не имеющие контрактных отношений с клубами КХЛ.

Первоначальные номера очередности выбора клубы получили в соответствии с местом, занятым по итогам регулярного чемпионата 2008/09, но некоторые из них были изменены после обменов между клубами. Так же клубы имели право защитить от участия в драфте выпускников своих хоккейных школ, включенных в состав их молодёжных команд, принимающих участие в соревнованиях МХЛ.
22 мая 2009 года Центральное скаутское бюро КХЛ опубликовало два предварительных списка игроков, в один из которых были включены хоккеисты, выступающие в России, а во второй — за её пределами. В эти списки вошли 749 человек. Среди них — 668 полевых игроков и 81 вратарь.

## Выбор игроков
На драфте юниоров КХЛ 2009 года было выбрано 85 хоккеистов в 4-х раундах. По результатам регулярного чемпионата КХЛ сезона 2008/09 право выбрать первого номера драфта получил «Химик» и второго — «Витязь». Но команды не приняли участие в драфте, и право перешло к «Динамо» Минск. За несколько минут перед началом церемонии право первого выбора перешло от «Динамо» к ЦСКА в обмен на выбор во всех остальных раундах. Дебютирующий в следующем сезоне «Автомобилист» получил право выбирать игроков последним в каждом раунде. Первым номером драфта в результате стал защитник «Мечела» Михаил Пашнин, выбранный ЦСКА.

### Первый раунд
В первом раунде было выбрано 10 нападающих, 8 защитников и 3 вратаря. Самыми активными клубами в раунде стали СКА, выменяв права выбора у «Барыса», «Торпедо» и «Спартака», и «Атлант», получивший дополнительно к своему право выбора от «Трактора» и «Локомотива». Также в результате обмена с ЦСКА представители «Динамо» Минск смогли выбрать двух игроков.
| #  | Игрок                    | Национальность | Позиция    | Команда КХЛ            |
| -- | ------------------------ | -------------- | ---------- | ---------------------- |
| 1  | Михаил Пашнин            | Россия         | защитник   | ЦСКА                   |
| 2  | Михаил Стефанович        | Беларусь       | Нападающий | Динамо Минск           |
| 3  | Дмитрий Шикин            | Россия         | Вратарь    | Амур                   |
| 4  | Никита Зайцев            | Россия         | защитник   | Сибирь                 |
| 5  | —                        | —              | —          | ХК МВД                 |
| 6  | Дмитрий Громов           | Россия         | защитник   | Северсталь             |
| 7  | —                        | —              | —          | Авангард               |
| 8  | Харри Сятери             | Финляндия      | вратарь    | СКА                    |
| 9  | Вадим Ящук               | Россия         | нападающий | Нефтехимик             |
| 10 | Игнат Земченко           | Россия         | нападающий | Северсталь             |
| 11 | Евгений Молотилов        | Россия         | защитник   | Атлант                 |
| 12 | Рамис Садиков            | Россия         | вратарь    | СКА                    |
| 13 | Робертс Букартс          | Латвия         | нападающий | Динамо Рига            |
| 14 | Владимир Ружичка         | Чехия          | нападающий | СКА                    |
| 15 | Томаш Татар              | Словакия       | нападающий | СКА                    |
| 16 | Андрей Быков             | Швейцария      | нападающий | Динамо Москва          |
| 17 | Александр Савоськин      | Россия         | защитник   | Металлург Магнитогорск |
| 18 | Кирилл Готовец           | Беларусь       | защитник   | Динамо Минск           |
| 19 | Магнус Пяяйарви Свенссон | Швеция         | нападающий | Локомотив              |
| 20 | Стефан Степанов          | Россия         | защитник   | Атлант                 |
| 21 | Александр Шевченко       | Россия         | нападающий | Атлант                 |
| 22 | Евгений Рыбницкий        | Россия         | защитник   | Лада                   |
| 23 | Ондржей Роман            | Чехия          | нападающий | Автомобилист           |

### Второй раунд
В раунде было выбрано 15 нападающих, 5 защитников и 1 вратарь.
| #  | Игрок              | Национальность | Позиция    | Команда КХЛ           |
| -- | ------------------ | -------------- | ---------- | --------------------- |
| 24 | Теему Пулккинен    | Финляндия      | нападающий | Динамо Минск          |
| 25 | Андрей Леонов      | Россия         | нападающий | СКА                   |
| 26 | Артём Томилин      | Россия         | нападающий | Амур                  |
| 27 | Михал Ржепик       | Чехия          | нападающий | Сибирь                |
| 28 | Александр Гоголев  | Россия         | нападающий | Спартак               |
| 29 | Виталий Попов      | Россия         | нападающий | Северсталь            |
| 30 | Роман Рукавишников | Россия         | защитник   | Атлант                |
| 31 | Александр Атаев    | Россия         | защитник   | Динамо Москва         |
| 32 | Эрик Карлссон      | Швеция         | защитник   | Локомотив             |
| 33 | Юрий Шереметьев    | Россия         | нападающий | ЦСКА                  |
| 34 | Антонин Мелка      | Чехия          | нападающий | СКА                   |
| 35 | Каспарс Даугавиньш | Латвия         | нападающий | Торпедо               |
| 36 | Роберт Екимов      | Латвия         | нападающий | Динамо Рига           |
| 37 | Артем Воронин      | Россия         | нападающий | Спартак               |
| 38 | —                  | —              | —          | Металлург Новокузнецк |
| 39 | Юри Ниеми          | Финляндия      | защитник   | СКА                   |
| 40 | Маттиас Теденбю    | Швеция         | нападающий | Атлант                |
| 41 | Микаэль Гранлунд   | Финляндия      | нападающий | Динамо Минск          |
| 42 | Ярослав Янус       | Словакия       | вратарь    | Локомотив             |
| 43 | Иржи Тлустый       | Чехия          | нападающий | Атлант                |
| 44 | —                  | —              | —          | Ак Барс               |
| 45 | Михаил Григорьев   | Россия         | защитник   | Салават Юлаев         |
| 46 | Алексей Филиппов   | Россия         | нападающий | Автомобилист          |

### Третий раунд
В рвунде было выбрано 13 нападающих, 6 нападающих и 3 вратаря.
| #  | Игрок            | Национальность | Позиция    | Команда КХЛ            |
| -- | ---------------- | -------------- | ---------- | ---------------------- |
| 47 | Пётр Ерёмин      | Россия         | вратарь    | Атлант                 |
| 48 | Артем Демков     | Беларусь       | нападающий | Динамо Москва          |
| 49 | Георгий Дульнев  | Россия         | защитник   | Металлург Новокузнецк  |
| 50 | Сергей Чистяков  | Россия         | нападающий | Спартак                |
| 51 | Симон Яльмарссон | Швеция         | нападающий | Сибирь                 |
| 52 | —                | —              | —          | ХК МВД                 |
| 53 | Кирилл Свиязов   | Россия         | защитник   | Северсталь             |
| 54 | Артем Венскель   | Россия         | защитник   | Атлант                 |
| 55 | Борис Новиков    | Россия         | защитник   | Барыс                  |
| 56 | Зак Кассиан      | Канада         | нападающий | Динамо Москва          |
| 57 | Егор Антропов    | Россия         | защитник   | Атлант                 |
| 58 | Давид Кветонь    | Чехия          | нападающий | Атлант                 |
| 59 | Айнарс Подзиньш  | Россия/ Латвия | нападающий | Динамо Рига            |
| 60 | Юрай Микуш       | Словакия       | нападающий | Спартак                |
| 61 | Якоб Юсефсон     | Швеция         | нападающий | СКА                    |
| 62 | Эрик Гудбрансон  | Канада         | защитник   | Динамо Москва          |
| 63 | Марат Зарипов    | Россия         | нападающий | Металлург Магнитогорск |
| 64 | Юрий Лаврецкий   | Россия         | вратарь    | Динамо Минск           |
| 65 | Николай Сусло    | Беларусь       | нападающий | Локомотив              |
| 66 | Юнас Энрот       | Швеция         | вратарь    | Атлант                 |
| 67 | Олег Ли          | Россия         | нападающий | Атлант                 |
| 68 | Илья Ивановский  | Россия         | нападающий | Салават Юлаев          |
| 69 | Рихард Паник     | Словакия       | нападающий | Автомобилист           |

### Четвертый раунд
В раунде было выбрано 8 нападающих и 13 защитников.
| #  | Игрок                | Национальность | Позиция    | Команда КХЛ            |
| -- | -------------------- | -------------- | ---------- | ---------------------- |
| 70 | Сергей Шелег         | Беларусь       | защитник   | Динамо Минск           |
| 71 | Максим Матушкин      | Швеция         | защитник   | Металлург              |
| 72 | —                    | —              | —          | Лада                   |
| 73 | Кристофер Берглунд   | Швеция         | защитник   | Сибирь                 |
| 74 | Александр Федосеев   | Россия         | нападающий | ЦСКА                   |
| 75 | Артур Ганзвинд       | Россия         | нападающий | Северсталь             |
| 76 | Александр Торопов    | Россия         | защитник   | Авангард               |
| 77 | Кирилл Алеников      | Россия         | защитник   | Барыс                  |
| 78 | Миро Ховинен         | Финляндия      | защитник   | Динамо Москва          |
| 79 | Сергей Рябухин       | Россия         | нападающий | Лада                   |
| 80 | Михал Йордан         | Чехия          | защитник   | СКА                    |
| 81 | Александр Фроленков  | Россия         | защитник   | Торпедо                |
| 82 | Андрис Дзериньш      | Латвия         | нападающий | Динамо Рига            |
| 83 | Виктор Хедман        | Швеция         | защитник   | Спартак                |
| 84 | Павел Бондаревский   | Россия         | нападающий | Нефтехимик             |
| 85 | Оливер Экман-Ларссон | Швеция         | защитник   | Металлург Магнитогорск |
| 86 | Симон Бертильссон    | Швеция         | защитник   | Металлург Магнитогорск |
| 87 | Тони Раяла           | Финляндия      | нападающий | Локомотив              |
| 88 | Дмитрий Швиденко     | Россия         | защитник   | Атлант                 |
| 89 | Тэйлор Холл          | Канада         | нападающий | Ак Барс                |
| 90 | Егор Мартынов        | Россия         | нападающий | Салават Юлаев          |
| 91 | Кирилл Бадулин       | Россия         | защитник   | Автомобилист           |

## Итоги драфта
Скауты НХЛ, следившие за первым драфтом КХЛ, в своём рейтинге на первое место ставили нападающего белорусского клуба Гомель Николая Сусло, а Михаила Пашнина только на второе. Но Сусло был выбран только в третьем раунде под общим 65 номером Локомотивом. Так же стал неожиданным тот факт, что Джона Тавареса, бывшего на тот момент самым рейтинговым игроком-юниором и ставшего впоследствии первым номером драфта НХЛ 2009 года, не выбрал ни один из клубов.
Самыми активными клубами на драфте стали Атлант (13 игроков), СКА (9 игроков), Динамо Москва и Динамо Минск (по 6 игроков). Трактор и ХК МВД не выбрали ни одного игрока. Трактор все 4 права выбора обменял, а ХК МВД обменял право выбора в втором и четвёртом раундах и не воспользовался возможностями выбора в первом и третьем раундах.
| #   | Страна    | Игроков | Процент |
| --- | --------- | ------- | ------- |
| 1   | Россия    | 44      | 51.8 %  |
| 2   | Швеция    | 11      | 12.9 %  |
| 3   | Чехия     | 7       | 8.2 %   |
| 4   | Финляндия | 6       | 7.1 %   |
| 5   | Беларусь  | 5       | 5.9 %   |
| 6-7 | Латвия    | 4       | 4.7 %   |
| 6-7 | Словакия  | 4       | 4.7 %   |
| 8   | Канада    | 3       | 3.5 %   |
| 9   | Швейцария | 1       | 1.2 %   |
|     | Всего     | 85      | 100 %   |